# Ossie Schectman
Oscar Benjamin „Ossie” Schectman (ur. 30 marca 1919 w Nowym Jorku, zm. 30 lipca 2013 w Delray Beach) – amerykański koszykarz pochodzenia żydowskiego grający na pozycji rozgrywającego lub rzucającego obrońcy. Uważany jest za zdobywcę pierwszych punktów w historii ligi NBA.
Schectman rozpoczynał swoją karierę koszykarską od występów w rozgrywkach uniwersyteckich w drużynie LIU Brooklyn Blackbirds w latach 1938–1941. Z zespołem tym dwukrotnie (1939 i 1941) zwyciężył w rozgrywkach National Invitation Tournament. W 1941 został także wybrany przez firmę Converse do „najlepszej piątki” amerykańskich koszykarzy uniwersyteckich całego sezonu. Po ukończeniu studiów w 1941 roku został zawodnikiem klubu Philadelphia Sphas, grającego w rozgrywkach ligi American Basketball League, w którym występował do 1946. W jego barwach rozegrał w sumie 92 mecze ligowe. W każdym z 5 sezonów zdobywał średnio przynajmniej po 5,4 punktu. Z drużyną Sphas dwukrotnie wygrał rozgrywki ligi ABL (sezony 1942/1943 i 1944/1945), w pierwszym z tych sezonów uzyskując drugi wynik w lidze pod względem ilości zdobytych punktów (199, średnio 10,5 pkt. na mecz).
W sezonie 1946/1947 Schectman dołączył do nowo utworzonej ligi Basketball Association of America, stając się zawodnikiem klubu New York Knickerbockers. 1 listopada 1946 wystąpił w pierwszym meczu w historii ligi BAA przeciwko drużynie Toronto Huskies. Rzutem z dwutaktu zdobył wówczas pierwsze punkty w meczu, które w 1988 zostały uznane za pierwsze w historii punkty zdobyte w lidze NBA (w 1949 roku BAA połączyła się z ligą National Basketball League, przekształcając się w NBA – w związku z tym liga NBA uznaje sezon 1946/1947 ligi BAA za pierwszy w swej historii). W całym sezonie rozegrał 54 mecze, zdobywając średnio po 8,1 punktu i 2 asysty na mecz. Zajął także 3. miejsce w lidze pod względem liczby asyst w rozgrywkach. Jego klub odpadł w półfinale fazy playoff, ulegając późniejszemu mistrzowi NBA – Philadelphia Warriors 0:2. W tym czasie zarabiał 60 dolarów amerykańskich za jedno rozegrane spotkanie ligowe.
Po sezonie 1946/1947 Schectman opuścił ligę NBA i powrócił do rozgrywek ABL, spędzając kolejne dwa sezony (1947/1948 i 1948/1949) w drużynie Paterson Cresecents. W sezonie 1947/1948 awansował wraz ze swoim klubem do finału rozgrywek, w którym przegrał 1:2 z zespołem Wilkes-Barre Barons. Został ponadto wybrany do „najlepszej piątki” sezonu całej ligi ABL. W sumie w Cresecents zagrał w 52 spotkaniach, zdobywając średnio po 4,1 (sezon 1947/1948) i 6,4 punktu na mecz (1948/1949).
Schectman w 2001 roku został włączony do Sportowej Galerii Sław uniwersytetu LIU Brooklyn. Ponadto został także wybrany do Koszykarskiej Galerii Sław Nowego Jorku. Stał się także jednym z bohaterów żydowskiego filmu dokumentalnego „The First Shot”, opowiadającego o historii żydowskiej koszykówki. W roku 1998 został także włączony do Narodowej Galerii Sław Sportu Żydowskiego.
Po zakończeniu kariery sportowej pracował w przemyśle odzieżowym. Po przejściu na emeryturę mieszkał początkowo na Florydzie, a kilka lat przed śmiercią powrócił do Nowego Jorku.
Schectman pochodził z rodziny żydowskich imigrantów z Rosji. Miał czworo rodzeństwa. Był żonaty z Evelyn, która zmarła w 2011 roku po 70 latach małżeństwa. Miał dwóch synów.